# Пампулов, Самуил Моисеевич
Самуи́л Моисе́евич Пампу́лов (др.-евр. שמואל בן משה פנפולוף‬ Шемуэль бен Моше Панпулов; 14 [26] февраля 1832, Евпатория, Таврическая губерния — 31 декабря 1911  [13 января 1912], Евпатория, Таврическая губерния) — потомственный дворянин, Таврический и Одесский караимский гахам (1879—1912), городской голова Евпатории (1868—1879).

## Биография
Родился 14 (26) февраля 1832 года в семье евпаторийского 2-й гильдии купеческого сына Моше Панпулова и его жены Биче. По одним данным местом рождения называется город Николаев, по другим — Евпатория.
В 1847 году отец, Моисей Аронович, переехал с семьёй в Евпаторию. С. М. Пампулов окончил евпаторийские училища — уездное и караимское. Во время Севастопольской кампании, он отправился на войну в качестве брата милосердия и служил под начальством известного хирурга Николая Ивановича Пирогова.
После окончания войны С. М. Пампулов занимал ряд крупных постов в Евпатории:
- 1857—1860 — кандидат на пост городского головы Евпатории
- 1860—1866 — бургомистр городского магистрата Евпатории
- 1868—1879 — городской голова Евпатории. Городской голова избирался на три года и не мог быть переизбран больше, чем на два срока подряд. Тем не менее, по просьбе жителей Евпатории христианского вероисповедания, Пампулов был избран городским головой Евпатории на второе, третье и четвёртое трёхлетие.

22 ноября 1916 года Караимским Духовным правлением было принято решение «Об увековечении памяти С. М. Пампулова» для чего следовало создать национальный музей с отделом «Памяти С. М. Пампулова».

### Семья
В 1846 году семья николаевских 2-й гильдии купцов Панпуловых была причислена к потомственному почётному гражданству.
Жена — Рахель Самуиловна Панпулова, урождённая Коген-Айваз (умерла в июле 1892 года на 47 году жизни). Дети:
- Борис (Бераха) Самуилович Панпулов  (1860 — не ранее 1926), жил и умер в Харбине[9][10].
- Арон Самуилович Панпулов (1872 — не ранее 1939), гражданский инженер, одесский архитектор.
- Вениамин Самуилович Панпулов (1878—1922), юрист, нотариус, гласный Феодосийской городской думы. Умер в эмиграции в Турции[11]. Был женат на Анне Марковне Ходжаш (ум. 29.12.1932, Париж)[12].
- Биче Самуиловна Панпулова (1866—?), жена потомственного почётного гражданина Арона Бабаджана. Жили в Одессе.
- Эстер Самуиловна Панпулова (1868—?), жена Ильи Крыма. Жили в Феодосии.
- Султан Самуиловна Панпулова (1876—?), жена потомственного почётного гражданина Ильи Соломоновича Туршу (1860—1918). Жили в Евпатории. К 1920 году — в эмиграции в Константинополе[13].
- Анна Самуиловна Панпулова (1884—?)

## Общественно-политическая деятельность
Как городской голова С. Пампулов занимался восстановлением города после войны:
- 1870 год — открыта городская телеграфная станция.
- 1870 год — открыто приходское училище для татарских мальчиков с изучением русского языка, в том же году преподавание русского языка было введено и в татарском медресе.
- 1871 год — начата работа по благоустройству улиц города: исправление выбоин, канав, прокладка тротуаров, насаждение деревьев. Для этого был организован сбор средств среди населения.
- 1874 год — благоустройство набережной в г. Евпатории. Достаточных средств не было, но у Евпатории в должниках был город Бахчисарай: в 1837 году, во время приезда туда императора Николая I, Евпатория выделила Бахчисараю заимообразно 3 тысячи рублей серебром. С. М. Пампулов сумел добиться возврата этих денег и 1300 рублей из них израсходовал на благоустройство набережной.

Пампулов систематически принимал участие в работе городской Думы, занимался исправлением делопроизводства в Думе, работой полиции, юстиции, принимал городские законы, составлял сметы доходов и расходов, составлял статистические сведения по городу. Давал разрешения на добычу и реализацию камня-ракушечника и других строительных материалов, давал разрешение на арендное содержание городской земли на трёхлетние сроки (на время его полномочий как городского головы). Занимался разработкой и утверждением правил внутреннего распорядка города, а также распорядка работы рынка, организацией наблюдения за ним, ежегодно составлял отчёты о доходах и расходах.
Были открыты Евпаторийские мужская и женская (1873) прогимназии, состоявшие из трёх классов и приготовительного отделения, позже преобразованные в гимназии, открыто второе приходское училище.
Он занимался постройкой шоссейной дороги от Евпатории до Сак и конно-железной дороги от Евпатории до станции Китай (ныне станция Битумная). Пампулов руководил городской Управой, распределяя обязанности между её членами.
С. М. Пампулов во время русско-турецкой войны 1877—1878 годов возглавлял и евпаторийское отделение Красного Креста.

## Культурно-религиозная деятельность
В 1879 году Пампулов был избран караимским гахамом и оставался им до конца своих дней.
Как гахаму Пампулову приходилось много заниматься наведением порядка в метрических книгах Караимского Духовного правления, в которых было значительное количество ошибок.
Люди часто обращались в Духовное правление с просьбами исправить неправильное написание имён, отчеств, фамилий, дат рождения. Иногда оказывалось, что одни записаны дважды, другие не записаны вообще. Дело в том, что метрические книги велись на местах, затем передавались в Духовное правление, где составлялись сводные книги. Порой ошибки бывали такие, что их трудно было исправить.

Караимы, как малочисленный народ, были в 1829 году освобождены от рекрутской повинности, но на местах допускались ошибки: библейские имена у караимских мужчин приводили к тому, что их нередко путали с евреями, пытаясь призвать вместо них в армию. С. М. Пампулову приходилось на места рассылать телеграммы, в которых разъяснять, что в «Правительственном вестнике» № 24 за 1881 год указано, что 
«…караимы считаются совершенно различного вероисповедания от евреев, пользуются всеми правами, предоставленными русским, вследствие этого не могут быть взяты в армию взамен евреев. Замена евреев караимами является незаконной».
В 1880 году, при Караимском Духовном правлении было создано «Общество попечительства о бедных». Во главе его стоял гахам Пампулов. Средства шли на уплату за обучение детей бедных родителей, содержание девичьего ремесленного училища, на лечение больных людей, покупку лекарств, дров, угля, муки, на погребение, на содержание Духовного правления.
С. М. Пампулов заботился о создании караимских храмов и молитвенных домов во всех городах, которые находились в ведении Караимского Духовного правления. В 1879-80-х годах была проведена перепись прихожан караимских храмов. Храмов к тому времени было 28, с количеством прихожан 8588 человек.
В 1895 году было открыто Александровское караимское духовное училище, которое готовило газзанов (караимских священников), учителей для караимских начальных школ, давало среднее образование на русском языке и право поступления в высшие учебные заведения.
С момента основания АКДУ С. М. Пампулов был председателем его Попечительского совета, а с июля 1896 года и Попечительского совета ремесленного училища им. С. Когена и поддерживал их материально.

## Отношения с русскими царями

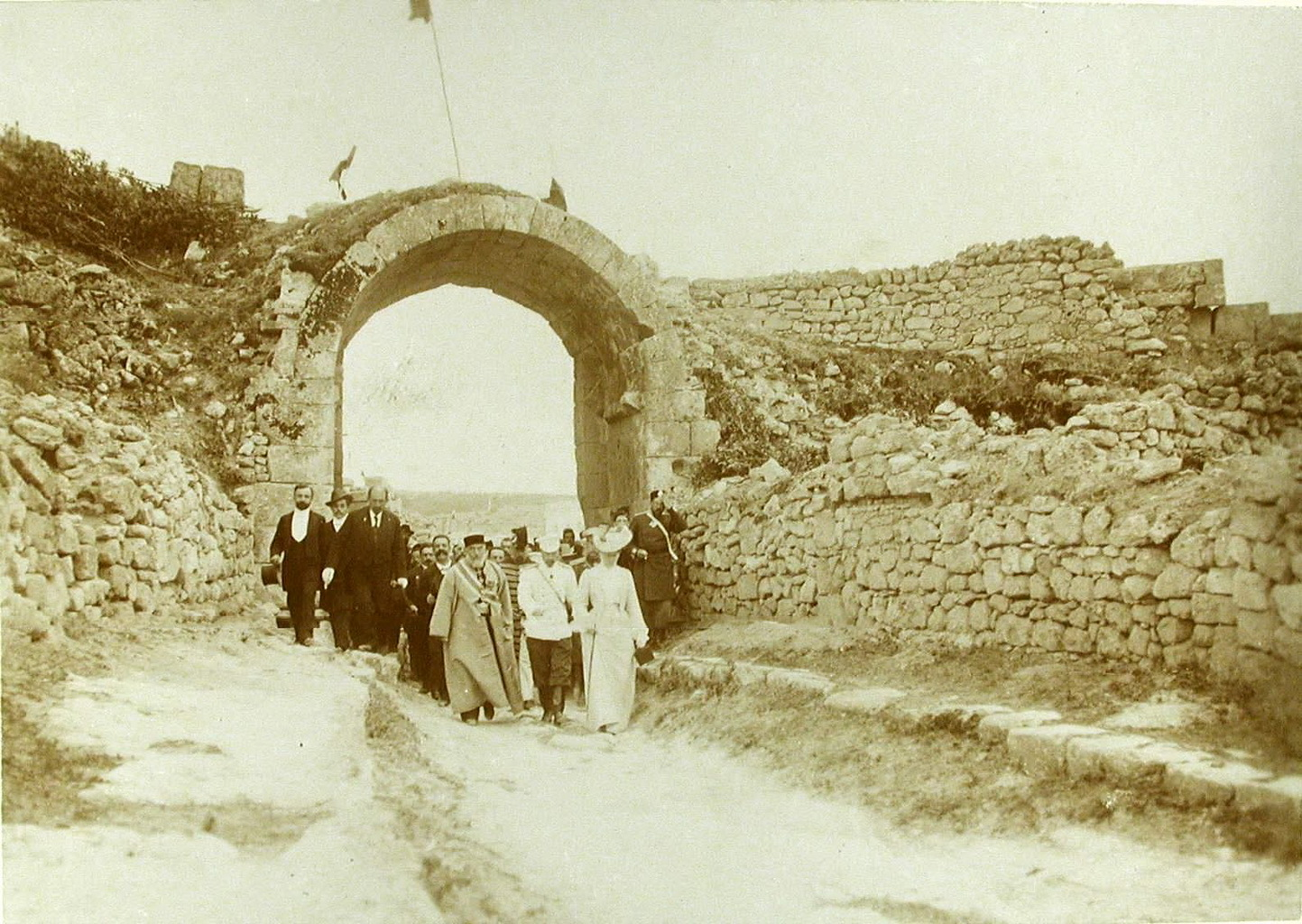
Посещение императором Николаем II и императрицей Александрой Фёдоровной Чуфут-Кале года.

Русское правительство уравняло караимов в правах со всеми гражданами Российской империи. Все русские цари, кроме Павла I, посещали «родовое гнездо» караимов крепость Чуфут-Кале. Многие бывали и в Евпатории, караимские гахамы пользовались их расположением.
15 мая 1889 года Таврический и Одесский караимский гахам Пампулов в качестве представителя от караимского народа присутствовал на коронации императора Александра III и императрицы Марии Фёдоровны.
14 мая 1896 года присутствовал на коронации императора Николая II и Александры Фёдоровны.
9 февраля 1899 года был представлен Государю Императору Николаю II в Санкт-Петербурге. Одновременно был удостоен подарка Его Императорского Величества — золотой табакерки с Государственным Орлом, украшенным бриллиантами.
20 июня 1900 года получил в подарок фотоальбом со снимками, произведёнными во время коронации Николая II.
5 ноября 1902 года императрица Александра Фёдоровна подарила С. М. Пампулову фотоснимок, сделанный ею лично в Чуфут-Кале, где запечатлены Николай II и С. М. Пампулов.
15 января 1904 года указом императора Николая II С. М. Пампулов был возведён в Потомственное дворянское сословие Российской империи и удостоен императорского благоволения.
12 мая 1908 года был представлен Его Императорскому Величеству в Царском Селе.
9 апреля 1910 года был вторично награждён золотой табакеркой, украшенной бриллиантами.
20 апреля 1911 года был вторично представлен императору Николаю II в Царском Селе.
19 ноября 1911 года представлял караимов на встрече с Николаем II в Ливадии.

## Награды
Какой бы пост Пампулов не занимал, его работа всегда отмечалась как положительная, подтверждалось это многочисленными поощрениями и наградами. Заслуги Пампулова были отмечены более чем 20 орденами и медалями, в том числе:

### Ордена
- Орден Святого Станислава 1-й степени (6 декабря 1897)
- Орден Святого Станислава 2-й степени (1883)
- Орден Святого Станислава 3-й степени (17 июля 1871)
- Орден Святой Анны 1-й степени (1 января 1903)
- Орден Святой Анны 2-й степени (12 июля 1890)
- Орден Святой Анны 3-й степени (20 мая 1876)
- Орден Святого Владимира 2-й степени (11 июля 1907)
- Орден Святого Владимира 3-й степени (30 августа 1894)
- Орден Святого Владимира 4-й степени (1 января 1890)
- Орден Белого Орла (19 октября 1910)

### Медали
- Медаль Красного Креста в «Память о войне 1853-56 годов» (18 декабря 1907)

#### Бронзовые медали
- Тёмно-бронзовая медаль на Аннинской ленте «В память войны 1853—1856» (1860)
- Бронзовая медаль в память о коронации Александра III (9 апреля 1885)

#### Серебряные медали
- Медаль «За защиту Севастополя» на Георгиевской ленте (1860)
- Медаль «В память царствования императора Александра III» (15 мая 1896)
- Медаль «В память коронации Императора Николая II» (18 июля 1897)

#### Золотые медали
- Золотая медаль с надписью «За усердие» для ношения на шее на Станиславской ленте (23 февраля 1862)
- Золотая медаль с надписью «За усердие» для ношения на шее на Станиславской ленте (27 августа 1862)
- Золотая медаль с надписью «За усердие» для ношения на шее на Владимирской ленте (13 августа 1865)

### Благодарности
- Благодарность от Евпаторийского Тюремного ведомства за заботу о заключённых и сбор в их пользу частных пожертвований на сумму 500 рублей (1863)
- Благодарность от Министра Внутренних дел за собранные пожертвования в пользу нуждающихся местных обывателей (30 июня 1864)
- Высочайшая благодарность от царя за благотворительные пожертвования в пользу голодающих (2 октября 1864)
- Благодарность от начальника Губернской Управы за усердное исполнение обязанностей Попечителя Караимского училища в Евпатории (1867)
- Благодарность за подписку и сбор пожертвований на постройку нового приюта в Симферополе (1869)
- Благодарность за сбор пожертвований в пользу приюта (январь 1870)
- Благодарность за участие в открытии училища для татарских мальчиков с преподаванием русского языка (1870)
- Благодарность от Одесского Учебного округа за введение изучения русского языка в татарском медресе (26 марта 1870)
- Благодарность как участнику подписания Всеподданнейшего адреса императору Александру II в числе представителей Новороссийского края и Бессарабии (31 декабря 1870)
- Благодарность от Таврического губернатора за успешное поступление казённых сборов из Евпатории (15 января 1871)
- Благодарность от Таврического Губернского правления (25 марта 1871)
- Благодарность за поставку подвод для ведения русско-турецкой войны (январь 1878)

### Похвальные листы
- Похвальный лист за трёхлетнюю работу в качестве бургомистра городского Магистрата (1863)
- Похвальный лист от Общества за служение бургомистром в третейском суде в трёхлетие с 1863 по 1866 год (1866)
- Аттестат от евпаторийского городского Магистрата за службу с 1860 по 1866 год в городском Магистрате и сиротском суде (1866)

### Знаки почёта
- Знак Красного Креста (1 декабря 1907)
- Знак Красного Креста (10 марта 1880)

## Память
По предложению городского головы А. И. Неймана постановлением Евпаторийской городской думы от 2 января 1912 года в евпаторийских мужской и женской гимназиях учреждено по одной стипендии имени С. М. Панпулова, а также улица, где жил гахам («от угла дома Али Мурзы Булгакова вверх к дому Дробышевского и по Полицейской до Караимской Кенасы»), была названа в его честь.

## Факты
- Портрет С. М. Панпулова кисти художника А. Франдетти (нач. XX века) хранится в Евпаторийском краеведческом музее[17].